# Cantone di Ventanas
Il cantone di Ventanas è un cantone dell'Ecuador che si trova nella provincia di Los Ríos.
Il capoluogo del cantone è Ventanas.